# Barchi
Barchi é uma comuna italiana da região dos Marche, Província de Pesaro e Urbino, com cerca de 985 habitantes. Estende-se por uma área de 17 km², tendo uma densidade populacional de 58 hab/km². Faz fronteira com Fratte Rosa, Mondavio, Orciano di Pesaro, Sant'Ippolito.